# Kraftwerk Stornorrfors
Das Kraftwerk Stornorrfors (schwedisch Stornorrfors kraftverk) ist ein Wasserkraftwerk in der Gemeinde Umeå, Provinz Västerbottens län, Schweden, das am Ume älv liegt. Es ging 1958 in Betrieb. Das Kraftwerk ist mehrheitlich im Besitz von Vattenfall. Die Stadt Umeå liegt ca. 15 km südöstlich des Kraftwerks.

## Absperrbauwerke
Das Hauptabsperrbauwerk besteht aus einer Pfeilerstaumauer aus Beton mit Wehranlage. Die Höhe des Hauptabsperrbauwerks beträgt ungefähr 20 m und die Länge der Mauerkrone ungefähr 500 m. Über die Wehranlage mit den drei Wehrfeldern können maximal 3300 m³/s abgeleitet werden. Rechts von der Pfeilerstaumauer befinden sich zwei weitere Steinschüttdämme.
Zwischen der Pfeilerstaumauer und dem ersten Steinschüttdamm befindet sich eine Fischtreppe mit einer Länge von 300 m. Von den Absperrbauwerken führt ein ca. 2 km langer Kanal zum Turbineneinlass des Kraftwerks. Nachdem das Wasser das Kraftwerk passiert hat, wird es über einen ca. 4 km langen Auslauftunnel zurück in den Ume älv geleitet.
Das Stauziel liegt zwischen 73,5 und 75 m über dem Meeresspiegel. Der Stausee erstreckt sich über eine Fläche von 2 km² und fasst 90,2 Mio. m³ Wasser.

## Kraftwerk
Das Kraftwerk ging im September 1958 mit der ersten Maschine in Betrieb. Es verfügt mit 4 (bzw. 5) Francis-Turbinen über eine installierte Leistung von 410 (bzw. 590 591 599 599,4 oder 600) MW. Die durchschnittliche Jahreserzeugung liegt bei 2,256 (bzw. 2,29 oder 2,298) Mrd. kWh.
Die Fallhöhe beträgt 74,7 (bzw. 75) m. Der maximale Durchfluss liegt bei 700 (bzw. 975 oder 1045) m³/s; der minimale Durchfluss beträgt 80 m³/s.
Die ersten drei Turbinen wurden von Nohab geliefert; sie leisteten ursprünglich jeweils 131 MW. Das Laufrad der ersten Turbine wurde 2005 ersetzt. Die neue Turbine leistet bei einer Fallhöhe von 72,5 m 150 MW; ihre Nenndrehzahl liegt bei 125 Umdrehungen pro Minute.
Die vierte Turbine wurde von Kværner 1981 geliefert; sie leistet 187 MW und ihre Nenndrehzahl liegt bei 115,4 Umdrehungen pro Minute. Die fünfte Turbine wurde im Zuge der 2007 begonnenen Bauarbeiten in der Nähe der Fischtreppe installiert.